# Nándor Fazekas
Nándor Fazekas (født 16. oktober 1976 i Kecskemét, Ungarn) er en ungarsk håndboldspiller, der spiller målmand for den tyske Bundesliga-klub VfL Gummersbach. Han kom til klubben i 2006 fra ligarivalerne TuS Nettelstedt-Lübbecke. 

## Landshold
Fazekas er en fast del af det ungarske landshold, som han har repræsenteret mere end 100 gange. Han var blandt andet med til at blive nr. 4 ved OL i Athen 2004.